# Zeiratingis
Zeiratingis is een geslacht van wantsen uit de familie van de Tingidae (Netwantsen). Het geslacht werd voor het eerst wetenschappelijk beschreven door Drake & Ruhoff in 1961.

## Soorten
Het genus bevat de volgende soorten:

- Zeiratingis dissita Drake & Ruhoff, 1961
- Zeiratingis hainanensis Dang et al., 2014
- Zeiratingis peirosa Drake & Ruhoff, 1961